# Postales desde el mar
Postales desde el mar és un curtmetratge espanyol del 2003 dirigit per la cantant catalana Mar Orfila. fou rodat com a projecte de final de carrera al'Escola Superior de Cinema i Audiovisuals de Catalunya.

## Sinopsi
És la història de dos joves que es van conèixer a Menorcai que s'escriuen postals d'amor a la vora del mar. Al començament ell li diu que li vol escriure "una postal d'amor com a les pel·lícules de Hollywood. Ningú se les creu però al final tots ploren". Ella li contesta únicament recordant-li el seu nom, Mar.

## Repartiment
- Joan Ribas ... Noi
- Elena Castells ... Mar
- Kristel Díaz

## Premis
- II Premis Barcelona de Cinema: millor curtmetratge.[3]